# William Sleator
William Warner Sleator III (* 13. Februar 1945 in Havre de Grace, Harford County, Maryland; † 3. August 2011 in Buachet, Thailand) war ein US-amerikanischer Science-Fiction-Autor, der besonders Bücher für Jugendliche und Heranwachsende schrieb.

## Leben
Sleator machte einen Abschluss in Musik und Englisch an der Harvard-Universität.
Seine Geschichten behandeln die Probleme und Sorgen dieser Altersgruppe, die seelischen und psychologischen Aspekte. Auch familiäre Beziehungen, gerade unter Geschwistern, tauchen immer wieder in seinen Werken auf. In seinem bekanntesten Werk The House of Stairs werden fünf jugendliche Waisen ohne ihr Wissen und ihre Zustimmung in einem Experiment benutzt, um die Grenzen ihrer Willenskraft und Anpassung zu erforschen, bis die Situation beinahe außer Kontrolle gerät.

## Werke

### Boxes
- 1 The Boxes, Dutton Children’s Books, 1998, ISBN 0-525-46012-8
- 2 Marco's Millions, Dutton Children’s Books, 2001, ISBN 0-525-46441-7

### Interstellar Pig
- 1 Interstellar Pig, E. P. Dutton, 1984, ISBN 0-525-44098-4
- 2 Parasite Pig, Dutton Children’s Books, 2002, ISBN 0-525-46918-4

### The Spirit House
- 1 The Spirit House, Dutton Children’s Books, 1991, ISBN 0-525-44814-4
  - Im Bann der Dämonen, dtv, 1998, Übersetzerin Beate Schäfer, ISBN 3-423-70494-2
- 2 Dangerous Wishes, Dutton Children’s Books, 1995, ISBN 0-525-45283-4
  - Gefährliche Wünsche, dtv, 1997, Übersetzerin Beate Schäfer, ISBN 3-423-70466-7

### Weitere Romane
- Blackbriar, E. P. Dutton, 1972, ISBN 0-525-26660-7
  - Das Geisterhaus, Walter, 1974, Übersetzerin Hannelore Placzek, ISBN 3-530-82451-8
- Run, Scholastic, 1973, ISBN 0-590-31767-9
  - Drei bange Tage, Walter, 1975, Übersetzerin Hannelore Placzek, ISBN 3-530-82452-6
- House of Stairs, E. P. Dutton, 1974, ISBN 0-525-32335-X
  - Das Haus der Treppen, Walter, 1976, Übersetzerin Hannelore Placzek, ISBN 3-530-82453-4
- Take Charge: A Personal Guide to Behavior Modification, Random House, 1976, ISBN 0-394-40910-8 (mit  William H Redd)
  - Nimm dich selber in die Hand, Ullstein, 1979, Übersetzerin Annemarie Arnold-Kubina, ISBN 3-550-07793-9
- Into the Dream, E. P. Dutton, 1979, ISBN 0-525-32583-2
- The Green Futures of Tycho, E. P. Dutton, 1981, ISBN 0-525-31007-X
- Once, Said Darlene, Dutton Children’s Books, 1979, ISBN 0-525-36410-2
- That's Silly, Dutton Children’s Books, 1981, ISBN 0-525-40981-5
- Fingers, Atheneum, 1983, ISBN 0-689-31000-5
  - Geisterfinger, Thienemann, 1987, Übersetzer Wolf Harranth, ISBN 3-522-16200-5
- Singularity, E. P. Dutton, 1985, ISBN 0-525-44161-1
  - Der Zeitsprung, Jungbrunnen, 1986, Übersetzerin Stella Junker, ISBN 3-7026-5594-8
- The Boy Who Reversed Himself, E. P. Dutton, 1986, ISBN 0-525-44276-6
- The Duplicate, E. P. Dutton, 1988, ISBN 0-525-44390-8
- Strange Attractors, E. P. Dutton, 1990, ISBN 0-525-44530-7
- Others See Us, Dutton Children’s Books, 1993, ISBN 0-525-45104-8
- Oddballs, Dutton Children’s Books, 1993, ISBN 0-525-45057-2 (Sammlung)
- The Night the Heads Came, Dutton Children’s Books, 1996, 0-525-45463-2
- The Beasties, Dutton Children’s Books, 1997, ISBN 0-525-45598-1
- Rewind, Dutton Children’s Books, 1999, ISBN 0-525-46130-2
- Boltzmon!, Dutton Children’s Books, 1999, ISBN 0-525-46131-0
- The Boy Who Couldn't DieAmulet Books, 2004, ISBN 0-8109-4824-9
- The Last Universe, Amulet Books, 2005, ISBN 0-8109-5858-9
- Hell Phone, Amulet Books, 2006, ISBN 0-8109-5479-6
- Test, Amulet Books, 2008, ISBN 978-0-8109-9356-3
- The Phantom Limb, Amulet Books, 2011, ISBN 978-0-8109-8428-8 (mit Ann Monticone)